# Bruno Wehnert
Heinrich Gustav Bruno Wehnert (* 2. Februar 1875 in Berlin; † 1. November 1959 in Hamburg-Billstedt) war ein deutscher Gymnasiallehrer und Religions- und Sprachwissenschaftler.

## Leben
Bruno Wehnert wurde als Sohn des Berliner Gemeindeschulrektors Gustav Wehnert geboren. Nach dem Abitur 1894 am Gymnasium zum Grauen Kloster studierte er an der Friedrich-Wilhelms-Universität Berlin Religion, Hebräisch und Deutsch für das höhere Lehramt. 1894 wurde er Mitglied des Corps Baltia Berlin. 1899 wurde er in Berlin zum Dr. phil. promoviert. Zu Beginn des Jahres 1901 bestand er das Examen für das Lehramt an höheren Schulen und erhielt die Lehrbefähigung für die erste Stufe in den Fächern Religion, Hebräisch und Deutsch. Nachdem er das Seminarjahr am Königlichen Seminar für Stadtschullehrer in Berlin absolviert hatte, wurde er 1902 als ordentlicher Seminarlehrer in Osterburg angestellt. 1905 wurde er Oberlehrer am Oberrealgymnasium in Dortmund. 1907 wurde er nach Hamburg an das Realgymnasium des Johanneums berufen, wo er zum Studienrat befördert und zum Professor ernannt wurde. Zum Ende des Jahres 1934 trat er vorzeitig in den Ruhestand ein.
Wehnert war der Autor zahlreicher religionsphilosophischer Schriften sowie grundlegender literarischer Sekundärliteratur. In den 1950er Jahren korrespondierte er mit Rudolf Bultmann im Zusammenhang mit dessen Entmythologisierungsprogramm des Neuen Testaments. Sein 1936 erschienenes Buch Christentum – deutsch : Eine Gegenwartsphilosophie des Christentums wurde 1948 von der Deutschen Verwaltung für Volksbildung in der Sowjetischen Besatzungszone auf die Liste der auszusondernden Literatur gesetzt. Er war verheiratet und hatte einen Sohn und eine Tochter.

## Schriften
- Goethes Reim, 1899
- Regeln für die Anfertigung von deutschen Aufsätzen: ein Hilfsbuch für Schüler höherer Lehranstalten, 1906
- Jesus als Symboliker, 1909
- Wissenschaft, Philosophie, Kunst und Religion, 1910
- Orthodoxe und liberale Methode im Religionsunterricht. In: Monatsblätter für den evangelischen Religionsunterricht. Zeitschrift für Ausbau und Vertiefung des Religionsunterrichts und der religiösen Erziehung in Schule, Kirche und Haus, 3. Jahrgang, 1910, S. 1–10.
- Moral und Religion, 1911
- Apologetischer Unterricht. In: Monatsblätter für den evangelischen Religionsunterricht. Zeitschrift für Ausbau und Vertiefung des Religionsunterrichts und der religiösen Erziehung in Schule, Kirche und Haus, 4. Jahrgang, 1911, S. 329–336.
- Erläuterungen zu Schillers Wallensteins Lager. Die Piccolomini, 1911, 2. verbesserte Auflage 1918, 3. verbesserte Auflage 1921, 4. verbesserte Auflage 1927, 5. Auflage 1932
- Jesu Diesseitsreligion, 1911
- Jesu Bergpredigt: psychologisch und philosophisch erklärt für Lehrer und Schüler, 1914
- Sechs Kriegs-Religionsstunden auch für Solche, die nicht mehr in die Schule gehen, 1915
- Fichtes Reden an die deutsche Nation auch für die Gegenwart gehalten, 1915
- Welche Religion lehrte uns der Kriege?, 1916
- Reformation und Lehrerstand, 1917
- Krieg und Heteronomie. In: Monatsblätter für den evangelischen Religionsunterricht. Zeitschrift für Ausbau und Vertiefung des Religionsunterrichts und der religiösen Erziehung in Schule, Kirche und Haus, 10. Jahrgang, 1917, S. 39–43.
- Luther und Kant, 1918
- Erziehungsunterricht: der neuzeitliche Religionsunterricht, 1920
- Erläuterungen zu Goethes Hermann und Dorothea, 1912, 3. verbesserte Auflage 1921, 4. verbesserte Auflage 1926, 5. Auflage 1931
- Erläuterungen zu Schillers "Wallensteins Tod", 2. Auflage 1919, 3. Auflage 1927, 4. Auflage 1930
- Zur Aussprache über Theorie und Wirklichkeit. In: 19. Schopenhauer Jahrbuch 1932, S. 65–81
- Christentum - deutsch : Eine Gegenwartsphilosophie des Christentums, 1936